# 德國海盜黨
德國海盜黨（德語：Piratenpartei Deutschland）是一個參照瑞典海盗党的模式於2006年9月10日在柏林成立的德國政黨。它是国际海盗党运动的一部份，同時是海盜黨國際的成員。海盜黨在欧洲议会拥有一名议员，然而在德国州议会却没有议员席位。
前聯邦主席塞巴斯蒂安·內爾斯認為該黨是基本權利的社會自由黨，其中包括提倡政治透明度。

## 歷史
2011年9月19日，德国海盗党获得将近9%的得票率，首次进入柏林州议会。自此之後，海盜黨黨員急升至2012年時的35,000名黨員。
但2013年來，黨內紛爭，以及國內右翼至極右翼勢力崛起，使得大量的支持者流失。原本在2013年德國聯邦議院選舉的民調中取得13%的支持度，更估計他們可以首次晉身德國國會，卻因為黨內紛爭使支持度下降，最終選舉結果只取得2.2％的選票。之後數年，海盜黨因支持度下趺，地方議會議席不斷流失，最後的地方議員已經在2017年的北萊茵-威斯特法倫州議會改選中落馬。2017年德國聯邦議院選舉之後未能再重奪席位。

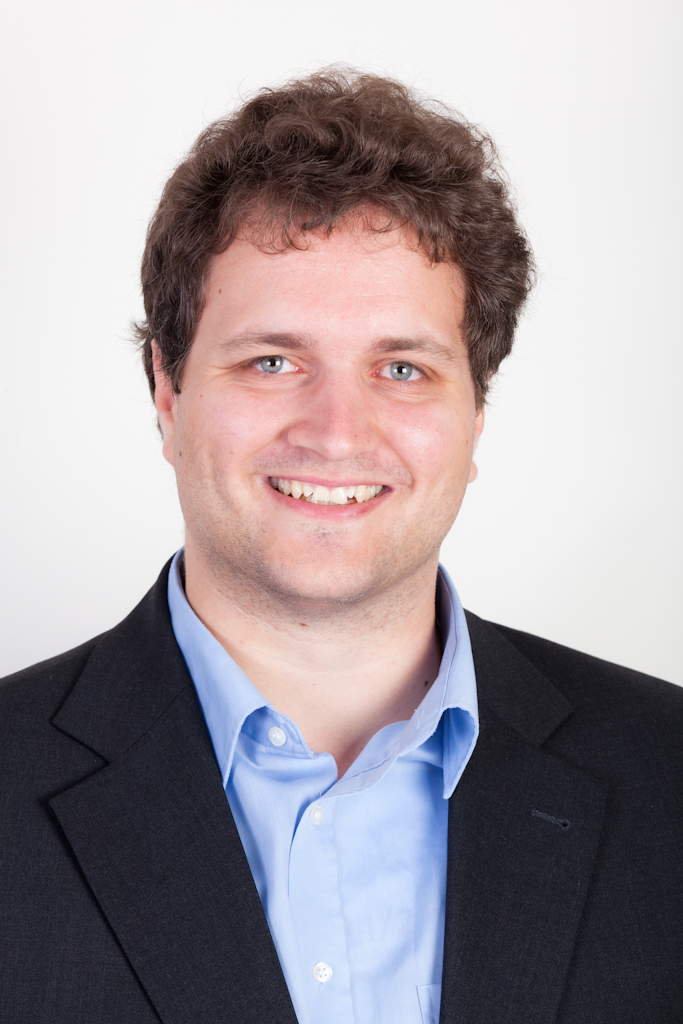
前海盜黨領袖(2011年-2012年)塞巴斯蒂安·內爾茨。

現時黨員數目只有約11,682 名。

## 外部連結
- 维基共享资源上的相關多媒體資源：德國海盜黨
- 官方网站
- Junge Piraten （页面存档备份，存于） (youth organisation)